# Dobrá Voda, Pelhřimov
Dobrá Voda là một làng thuộc huyện Pelhřimov, vùng Vysočina, Cộng hòa Séc.